# Kazumi Takada
Kazumi Takada (高田 一美 Takada Kazumi?,  28 de junio de 1951 en Shizuoka - 1 de octubre de 2009 en Tokio) fue un futbolista japonés que se desempeñaba como delantero.
Takada jugó 16 veces para la Selección de fútbol de Japón entre 1970 y 1975. Takada fue elegido para integrar la selección nacional de Japón para los Juegos Asiáticos de 1970.

## Trayectoria

### Clubes
| Club              | País  | Año         |
| ----------------- | ----- | ----------- |
| Mitsubishi Motors | Japón | 1971 - 1979 |

### Selección nacional
| Selección | País  | Año         |
| --------- | ----- | ----------- |
| Absoluta  | Japón | 1970 - 1975 |

## Estadística de equipo nacional
| Selección de Japón | Selección de Japón | Selección de Japón |
| Año                | Part.              | Goles              |
| ------------------ | ------------------ | ------------------ |
| 1970               | 4                  | 0                  |
| 1971               | 0                  | 0                  |
| 1972               | 5                  | 0                  |
| 1973               | 3                  | 0                  |
| 1974               | 0                  | 0                  |
| 1975               | 4                  | 0                  |
| Total              | 16                 | 0                  |

## Palmarés

### Títulos nacionales
| Título                   | Club              | País  | Año  |
| ------------------------ | ----------------- | ----- | ---- |
| Copa del Emperador       | Mitsubishi Motors | Japón | 1971 |
| Japan Soccer League      | Mitsubishi Motors | Japón | 1973 |
| Copa del Emperador       | Mitsubishi Motors | Japón | 1973 |
| Copa Japan Soccer League | Mitsubishi Motors | Japón | 1978 |
| Japan Soccer League      | Mitsubishi Motors | Japón | 1978 |
| Copa del Emperador       | Mitsubishi Motors | Japón | 1978 |

### Distinciones individuales
| Distinción                  | Año  |
| --------------------------- | ---- |
| Japan Soccer League Best XI | 1972 |
| Japan Soccer League Best XI | 1973 |